# Aibonito
Aibonito es un municipio de la región central del Estado Libre Asociado de  Puerto Rico. Fundado el 13 de marzo de 1824 por Manuel Vélez. Su nombre deriva de un nombre dado por los indios jatibonuco que significa «río de la noche», aunque también hay una leyenda sobre que deriva de la expresión relativa a lo bonito que es. Este se ubica al sur de Barranquitas, al este de Coamo, al norte de Salinas y al oeste de Cidra y Cayey. También conocido como «La Ciudad de las Flores». El patrón es Santiago Apóstol (25 de julio) y la parroquia es «San José». Aibonito está repartido en ocho barrios y Aibonito Pueblo, el centro urbano y administrativo del Municipio de Aibonito.

## Geografía
Aibonito se encuentra en la región montañosa de Cayey; al norte de Salinas, al sur de Barranquitas, al este de Coamo y al oeste de Cidra y Cayey. Sus cumbres más altas son el Verdún (760 m), Piedra Degetau (730 m), El Indio (620 m) y Amoldadero (530 m).

## Clima
El clima es tropical de altura, la temperatura promedio anual es de 22 °C (72 °F), en verano rara vez llega a más de 30 °C (86 °F)  y en invierno raras veces baja a menos de 16 °C (60 °F). Además, Aibonito posee el récord de la temperatura más baja registrada en Puerto Rico que es de 4,4 °C (40 °F).
| Climograma de Aibonito (Clima - Af) | Climograma de Aibonito (Clima - Af) | Climograma de Aibonito (Clima - Af) | Climograma de Aibonito (Clima - Af) | Climograma de Aibonito (Clima - Af) | Climograma de Aibonito (Clima - Af) | Climograma de Aibonito (Clima - Af) | Climograma de Aibonito (Clima - Af) | Climograma de Aibonito (Clima - Af) | Climograma de Aibonito (Clima - Af) | Climograma de Aibonito (Clima - Af) | Climograma de Aibonito (Clima - Af) |
| --- | ----------------------------------- | ----------------------------------- | ----------------------------------- | ----------------------------------- | ----------------------------------- | ----------------------------------- | ----------------------------------- | ----------------------------------- | ----------------------------------- | ----------------------------------- | ----------------------------------- |
| E | F                                   | M                                   | A                                   | M                                   | J                                   | J                                   | A                                   | S                                   | O                                   | N                                   | D                                   |
| 72 24 18 | 73 24 17                            | 74 25 17                            | 103 26 18                           | 127 26 19                           | 53 27 20                            | 75 27 20                            | 114 27 20                           | 159 27 20                           | 168 27 20                           | 147 26 19                           | 98 24 18                            |
| temperaturas en °C • totales de precipitación en mm |                                     |                                     |                                     |                                     |                                     |                                     |                                     |                                     |                                     |                                     |                                     |
| Conversión sistema imperial\| E \| F \| M \| A \| M \| J \| J \| A \| S \| O \| N \| D \| \| 2.8 75 64 \| 2.9 75 63 \| 2.9 76 63 \| 4.1 78 65 \| 5 79 66 \| 2.1 81 68 \| 3 81 68 \| 4.5 81 69 \| 6.3 81 68 \| 6.6 80 68 \| 5.8 78 67 \| 3.9 75 65 \| \| temperaturas en °F • totales de precipitación en pulgadas \| \| \| \| \| \| \| \| \| \| \| \| |                                     |                                     |                                     |                                     |                                     |                                     |                                     |                                     |                                     |                                     |                                     |
| E | F                                   | M                                   | A                                   | M                                   | J                                   | J                                   | A                                   | S                                   | O                                   | N                                   | D                                   |
| 2.8 75 64 | 2.9 75 63                           | 2.9 76 63                           | 4.1 78 65                           | 5 79 66                             | 2.1 81 68                           | 3 81 68                             | 4.5 81 69                           | 6.3 81 68                           | 6.6 80 68                           | 5.8 78 67                           | 3.9 75 65                           |
| temperaturas en °F • totales de precipitación en pulgadas |                                     |                                     |                                     |                                     |                                     |                                     |                                     |                                     |                                     |                                     |                                     |

## Ríos
- Río Aibonito
- Río La Plata
- Río Usabón
- Río Cuyón

## Barrios
- Aibonito Pueblo
- Algarrobo
- Asomante
- Caonillas
- Cuyón
- Llanos
- Pasto
- La Plata
- Robles

## Atracciones
- Festival de las Flores
- Festival de la Montaña
- Festival del Pollo
- Fiestas de la  padial